# El Progreso (Galápagos)
El Progreso ist eine Ortschaft und eine Parroquia rural („ländliches Kirchspiel“) im Kanton San Cristóbal der ecuadorianischen Provinz Galápagos. Die Parroquia besitzt eine Fläche von 82,01 km². Die Einwohnerzahl lag im Jahr 2015 bei 535.

## Lage
Die Parroquia El Progreso liegt auf der Insel San Cristóbal. Das Gebiet liegt in Höhen zwischen 16 m und 730 m. Das Verwaltungszentrum der Parroquia befindet sich knapp 6 km östlich der Provinzhauptstadt Puerto Baquerizo Moreno.
Die Parroquia El Progreso grenzt im Westen an die Parroquia Puerto Baquerizo Moreno sowie im Norden, im Süden und im Osten an den Nationalpark Galápagos.

## Orte und Siedlungen
In der Parroquia gibt es neben dem Hauptort El Progreso neun Recintos: 
- Cerro Azul
- Cerro Gato
- Cerro Verde
- El Chino
- El Socavón
- Las Goteras
- San Joaquín
- Soledad
- Tres Palos

## Geschichte
Die Parroquia wurde gemeinsam mit den anderen Verwaltungseinheiten der Provinz im Jahr 1973 gegründet. Als Gründungsdatum der Parroquia wird der 18. Februar 1973 angegeben.